# Olat Rawa
Olat Rawa is een bestuurslaag in het regentschap Sumbawa van de provincie West-Nusa Tenggara, Indonesië. Olat Rawa telt 1502 inwoners (volkstelling 2010).